# 210686 Scottnorris
210686 Scottnorris este un asteroid din centura principală de asteroizi.

## Descriere
210686 Scottnorris este un asteroid din centura principală de asteroizi. A fost descoperit pe 3 septembrie 2000 la Apache Point Observatory în cadrul programului Sloan Digital Sky Survey. Asteroidul prezintă o orbită caracterizată de o semiaxă mare de 3,04 ua, o excentricitate de 0,12 și o înclinație de 11,0° în raport cu ecliptica.